# منافسة كرة القدم بين إيران والسعودية
هناك منافسة رياضية بين منتخبا إيران والسعودية لكرة القدم الذين تقابلا وجهاً لوجه منذ عام 1975.
تم اختيار المباراة في المركز التاسع وفقاً لتقرير بليتشر أعد عن «أكثر 10 منافسات كروية دولية مشحونة سياسياً» والثامن في قائمة موقع جول ل«أعظم 10 منافسات كروية دولية».
التقى المنتخبين الإيراني والسعودي في 15 مواجهة حتى الآن. كانت جميعاً في مباريات تنافسية ولم يسبق لهما أن لعبا مباراة ودية سوياً. وجرت أول مباراة في 24 أغسطس 1975 حينما فازت إيران على السعودية 3–0.

## الأصول
يتصارع الاثنان منذ زمن بعيد لأثبات تفوق طرف على الآخر في غرب آسيا ودائماً ما تتسم مباريات الفريقين «بالتوتر والشراسة». وهناك انقسام آخر بينهم وهو المذهب. فبينما إيران هي البلد الروحي للمذهب الشيعي (منذ العهد الصفوي)، فإن السعودية هي دولة ذات غالبية سنية. تجدر الإشارة إلى أن هذين المذهبين يشكلان أقلية في البلد الآخرى.
شهدت العلاقات بين البلدين توترات سياسية مزمنة في العقود الأخيرة.
وقد امتدت هذه التنافسية بين البلدين إلى مباريات الأندية. على سبيل المثال بعد انتصار المنتخب السعودي خارج أرضه في شهر مارس 2009، أدى اللاعبين السعوديين رقصة السيف أمام 100,000 مشجع إيراني غاضب على استاد آزادي. عندما أخرج ذوب آهن، الهلال من نصف نهائي دوري أبطال آسيا 2010 استهزئ اللاعبين الإيرانيين من تلك الرقصة أمام المشجعين السعوديين. وعندما كان من المقرر أن يلعب برسبوليس على أرض الاتحاد في دوري أبطال آسيا 2011، أجبرت سلطات الهجرة السعودية اللاعبين الإيرانيين على أخذ بصمات العين والإصبع عند وصولهم إلى مطار جدة. رفض الإيرانيين القيام بذلك، ومكثوا في المطار لمدة 8 ساعات.
غالباً ما تشعر الجماهير كرة القدم الإيرانية بفرحة خاصة بالفوز على السعودية إلى جانب البحرين، التي رفع لاعبوها أعلام السعودية عندما هزموا إيران 3–1 في تصفيات كأس العالم 2002.
وبعد حادثة الهجوم على السفارة السعودية في طهران أوائل شهر يناير 2016م، قرر الاتحاد السعودي لكرة القدم بأن أي مباراة سينافس بين الطرف السعودي والإيراني بأن يلعبوا في الأرض المحايدة، وحدث ذلك في دوري أبطال آسيا 2016م حيث تغير الجدول المواجهات بين الأندية السعودية والأندية الإيرانية بأن يلعبوا في دول الخليج الثلاث قطر أو الإمارات العربية المتحدة أو سلطنة عمان.  

## المباريات
المصدر:
| #  | التاريخ        | المسابقة               | المنتخب المضيف | النتيجة      | المنتخب الضيف | الأهداف (مضيف)                                | الأهداف (ضيف)                      | المكان                             |
| -- | -------------- | ---------------------- | -------------- | ------------ | ------------- | --------------------------------------------- | ---------------------------------- | ---------------------------------- |
| 1  | 24 أغسطس 1975  | تصفيات أولمبياد 1976   | إيران          | 3–0          | السعودية      | مظلومي 12'، 83'؛ خورشيدي 63'                  |                                    | ملعب أمجدية، طهران                 |
| 2  | 7 يناير 1977   | تصفيات كأس العالم 1978 | السعودية       | 0–3          | إيران         |                                               | مظلومي 16'، 78'؛ روشن 62'          | ملعب الأمير فيصل بن فهد، الرياض    |
| 3  | 22 أبريل 1977  | تصفيات كأس العالم 1978 | إيران          | 2–0          | السعودية      | يوسفي 10'؛ شريفي 84'                          |                                    | استاد حافظية، شيراز                |
| 4  | 13 ديسمبر 1984 | كأس آسيا 1984          | السعودية       | 1–1 (ب.و.إ.) | إيران         | شاهين بياني 88' (ه.ذ.)                        | شاهرخ بياني 43'                    | الملعب الوطني، سنغافورة            |
| 5  | 15 ديسمبر 1988 | كأس آسيا 1988          | السعودية       | 1–0          | إيران         | عبد الله 16'                                  |                                    | ملعب نادي قطر الرياضي، الدوحة      |
| 6  | 28 أكتوبر 1993 | تصفيات كأس العالم 1994 | السعودية       | 4–3          | إيران         | الجابر 21'؛ المهلل 27'؛ الموسى 47'؛ إدريس 74' | فنوني زاده 43'، 52'؛ منافي 90'     | ستاد خليفة الدولي، الدوحة          |
| 7  | 11 ديسمبر 1996 | كأس آسيا 1996          | السعودية       | 0–3          | إيران         |                                               | علي دائي 12'؛ باقري 37'؛ عزيزي 47' | ملعب آل مكتوم، دبي                 |
| 8  | 19 ديسمبر 1996 | كأس آسيا 1996          | إيران          | 0–0 (ب.و.إ.) | السعودية      |                                               |                                    | ستاد مدينة زايد الرياضية، أبوظبي   |
| 9  | 19 سبتمبر 1997 | تصفيات كأس العالم 1998 | إيران          | 1–1          | السعودية      | بارقي 64'                                     | الشهراني 32'                       | ملعب آزادي، طهران                  |
| 10 | 24 أكتوبر 1997 | تصفيات كأس العالم 1998 | السعودية       | 1–0          | إيران         | المولد 88'                                    |                                    | ملعب الملك فهد، الرياض             |
| 11 | 24 أغسطس 2001  | تصفيات كأس العالم 2002 | إيران          | 2–0          | السعودية      | دائي 54' (ركلة.)، 64'                         |                                    | ملعب آزادي، طهران                  |
| 12 | 28 سبتمبر 2001 | تصفيات كأس العالم 2002 | السعودية       | 2–2          | إيران         | الواكد 20'؛ اليامي 59'                        | دائي 42'؛ دينمحمدي 84'             | استاد الأمير عبد الله الفيصل، جدة  |
| 13 | 6 سبتمبر 2008  | تصفيات كأس العالم 2010 | السعودية       | 1–1          | إيران         | الحارثي 29'                                   | نكونام 81'                         | ملعب الملك فهد، الرياض             |
| 14 | 28 مارس 2009   | تصفيات كأس العالم 2010 | إيران          | 1–2          | السعودية      | شجاعي 64'                                     | هزازي 79'؛ المولد 87'              | ملعب آزادي، طهران                  |
| 15 | 12 ديسمبر 2012 | بطولة غرب آسيا 2012    | إيران          | 0–0          | السعودية      |                                               |                                    | ملعب الصداقة والسلام، مدينة الكويت |

1. ↑  غير معترف بها من قبل الفيفا
2. ↑  لعبت إيران هذه المباراة بلاعبين احتياطيين.
3. ↑  فازت السعودية 5–4 بركلات الترجيح.
4. ↑  فازت السعودية 4–3 بركلات الترجيح.
5. ↑  شارك كلا المنتخبين في البطولة بلاعبين احتياطيين.

## الإحصائيات
| فريق     | لعب | ف | ت | خ | له | عليه | ف.أ | أفضل فوز |
| -------- | --- | - | - | - | -- | ---- | --- | -------- |
| إيران    | 15  | 5 | 6 | 4 | 23 | 14   | +9  | 3–0      |
| السعودية | 15  | 4 | 6 | 5 | 14 | 23   | -9  | 4–3      |

| المباريات التي عقدت في إيران      | 5  |
| المباريات التي عقدت في مكان محايد | 6  |
| المباريات التي عقدت في السعودية   | 4  |
| مجموع المباريات                   | 15 |

## الهدافين
| ترتيب | اللاعب           | الأهداف |
| ----- | ---------------- | ------- |
| 1     | غلام حسين مظلومي | 4       |
| 1     | علي دائي         | 4       |
| 2     | مهدي فنوني زاده  | 2       |
| 2     | كريم باقري       | 2       |
| 3     | عديد اللاعبين    | 1       |